# Hatschekia quadrabdominalis
Hatschekia quadrabdominalis is een eenoogkreeftjessoort uit de familie van de Hatschekiidae. De wetenschappelijke naam van de soort is voor het eerst geldig gepubliceerd in 1933 door Yü.